# Stafylokokken
Het geslacht Staphylococcus (uit het Grieks betekent letterlijk: druiventrosbes) zijn bacteriën die behoren tot de familie Staphylococcaceae. Het geslacht heeft ongeveer 20 soorten. S. aureus, S. epidermidis en de S. saprophyticus worden het meest geïsoleerd bij de mens als ziekteverwekker.
In 1880 werd de S. aureus beschreven door Alexander Ogston. De bacterie is onbeweeglijk, katalase-positief, oxidase-negatief en groeit facultatief anaeroob. De kolonies zijn rond en hebben een wit tot goudgeel pigment. De bacterie wordt vaak beschreven als een nosocomiaal pathogeen: dit wil zeggen dat de bacterie vaak door ziekenhuisbezoek opgelopen wordt. Niettemin heeft ook een aanzienlijk percentage van de gezonde mensen de bacterie op de huid of in de neus zonder er ziek van te worden. De infecties met S. aureus zijn vaak acuut en pyogeen (etterig) van aard. In het ergste geval kan de bacterie zich verspreiden door middel van een bacteriëmie. S. aureus heeft een hoge morbiditeit en mortaliteit als nosocomiaal pathogeen. De bacterie veroorzaakt een verscheidenheid van infecties, uiteenlopend van impetigo (een huidinfectie) tot TSS (toxischeshocksyndroom) tot ernstige endocarditis.
De bacterie is in een Grampreparaat waar te nemen als kokken, in groepjes en los (druiventros). De kleur wordt dan aangeduid als gram-positief.

## Enkele soorten stafylokokken
- S. aureus
- S. auricularis
- S. capitis
- S. caprae
- S. epidermidis
- S. haemolyticus
- S. hominis
- S. lugdunensis
- S. pettenkoferi
- S. saprophyticus
- S. schleiferi
- S. warneri
- S. xylosus